# Villahermosai székesegyház
A villahermosai székesegyház (spanyolul: Catedral del Señor de Tabasco) a mexikói Tabasco állam fővárosának, Villahermosának az egyik műemléke, a Tabascói egyházmegye központja.

## Története
1774. március 21-én Villahermosában (akkori nevén: San Juan Bautistában) elhunyt a várost éppen meglátogató yucatáni püspök, Diego de Peredo. Halála előtt három nappal a helyieknek ajándékozta a guatemalai Esquipulasból származó híres Krisztus-ábrázolás, az úgynevezett Señor de Esquipulas egy másolatát, amelynek tiszteletére 1775. január 15-én templomot kezdtek építeni ott, ahol ma a székesegyház áll. Ezt az első templomot éppen egy évvel később, 1776. január 15-én szentelték fel, azonban 1859-ben a polgárháborús harcok során olyan súlyos találatok érték, hogy lényegében megsemmisült, így újjá kellett építeni.
XIII. Leó pápa 1880. május 25-én hozta létre a Tabascói egyházmegyét, amelynek első püspökét, Agustín de Jesús Torres Hernándezt 1882-ben szentelték fel, ugyanabban az évben, amikor az újjáépült templom elnyerte a székesegyházi rangot.
Tomás Garrido Canabal kormányzó egyházellenes rendszert tartott fenn az államban. Elrendelte többek között azt is, hogy a templomokat zárják be, a vallási ábrázolásokat pedig semmisítsék meg. Az ő idejében a székesegyház is elpusztult egy tűzvészben. Újjáépítése az 1960-as években kezdődött meg, és mintegy 10 évvel később fejeződött be.

## Leírás
A templom Villahermosa belvárosában, a Paseo Tabasco és az Avenida 27 de Febrero utak találkozásánál áll, főhomlokzata délkelet felé néz. Bár belseje viszonylag kicsi, külseje monumentális: két tornya közel 80 méter magas, ennek köszönhetően szinte a város minden pontjáról láthatóak. Barokk stílusú homlokzatát korinthoszi fejezettel ellátott oszlopok és szoborfülkék díszítik és párkányok tagolják több szintre. Ablakai kis méretűek.

## Képek

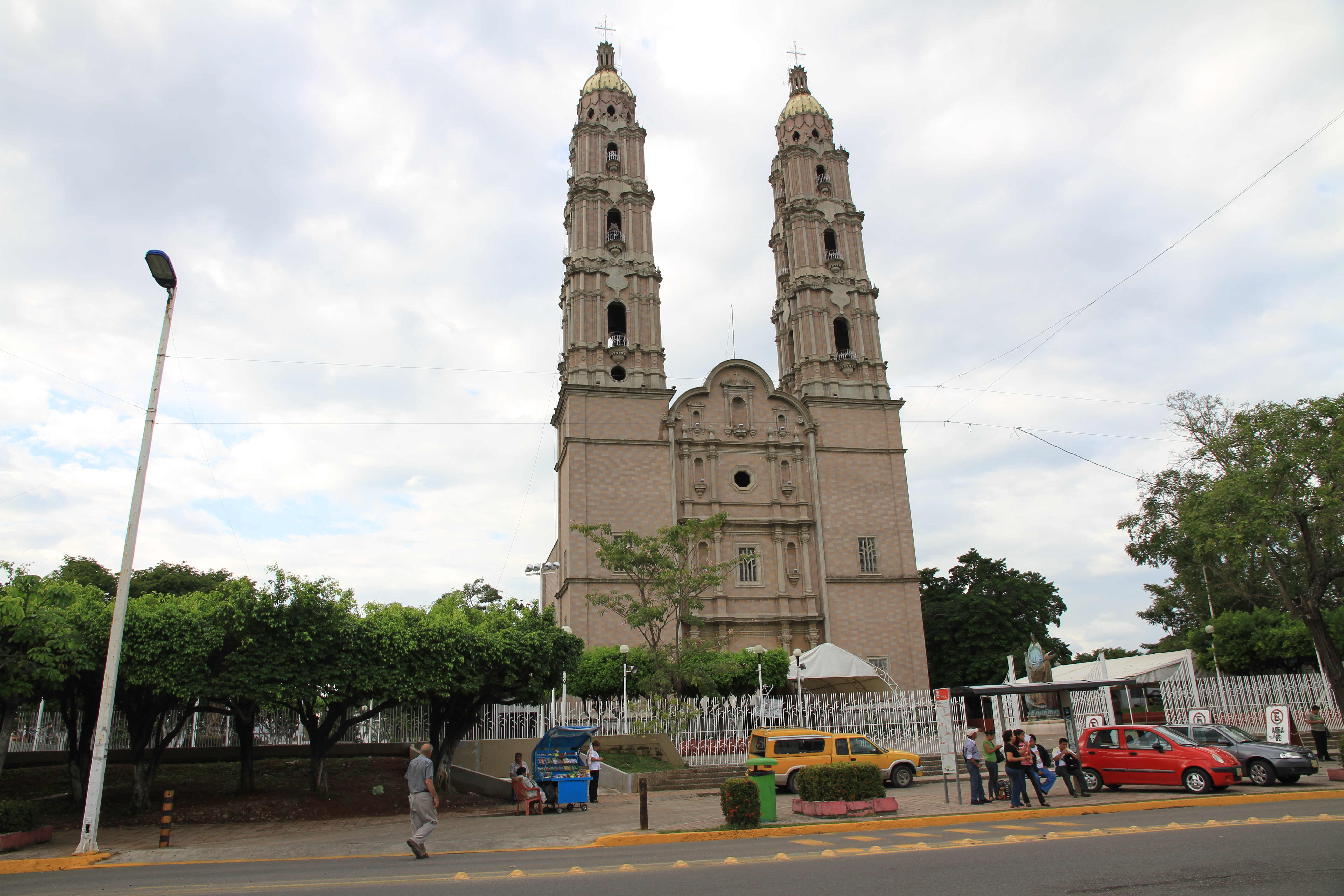
A templom és környezete
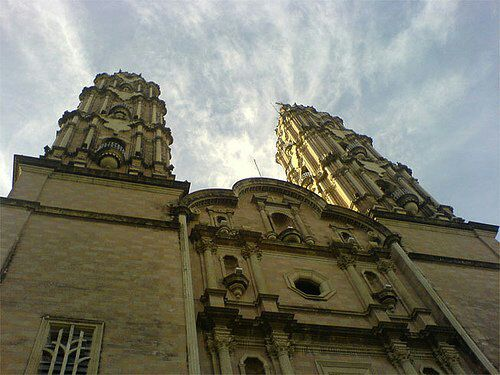
A főhomlokzat
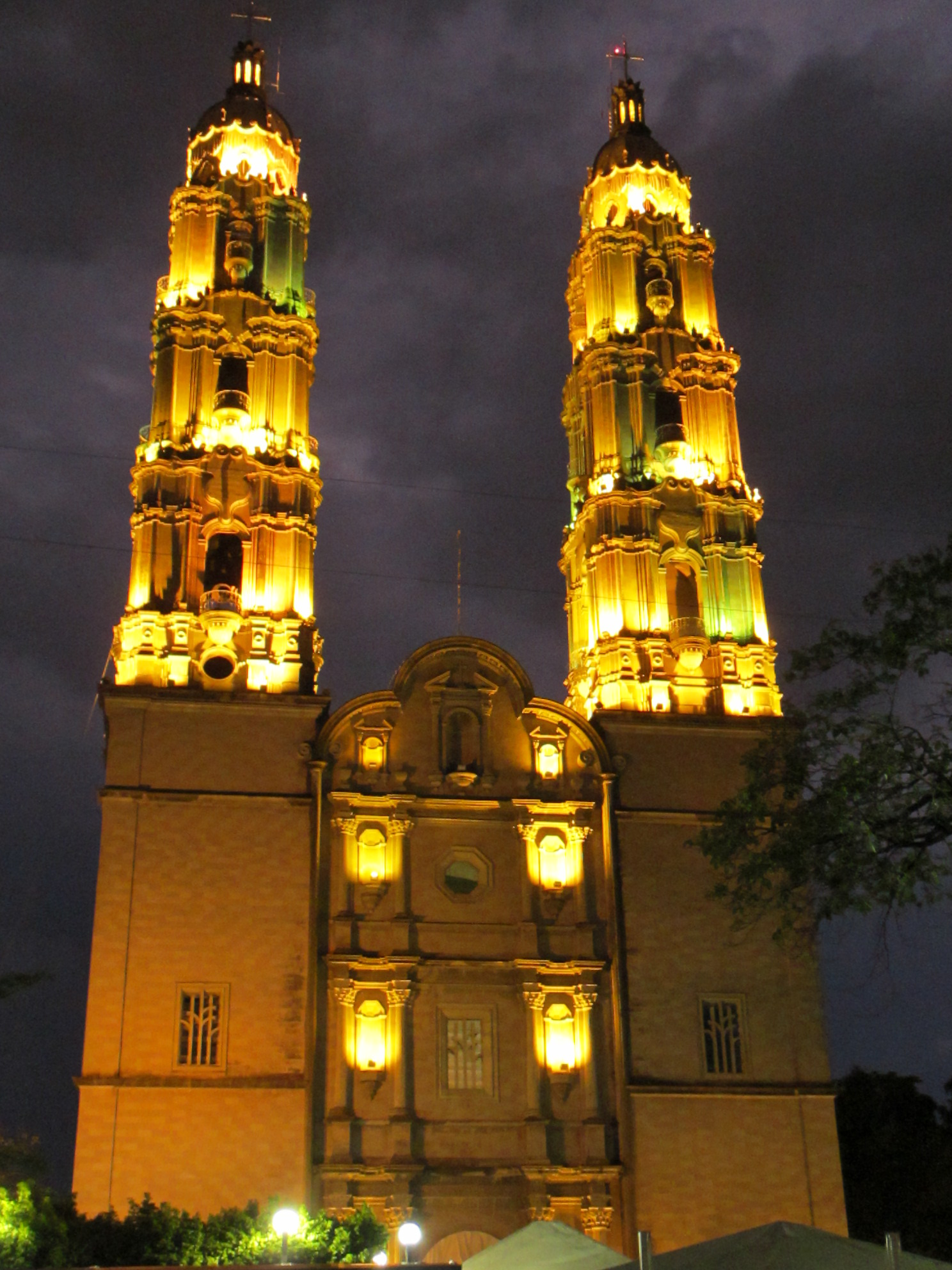
Éjjeli díszkivilágításban
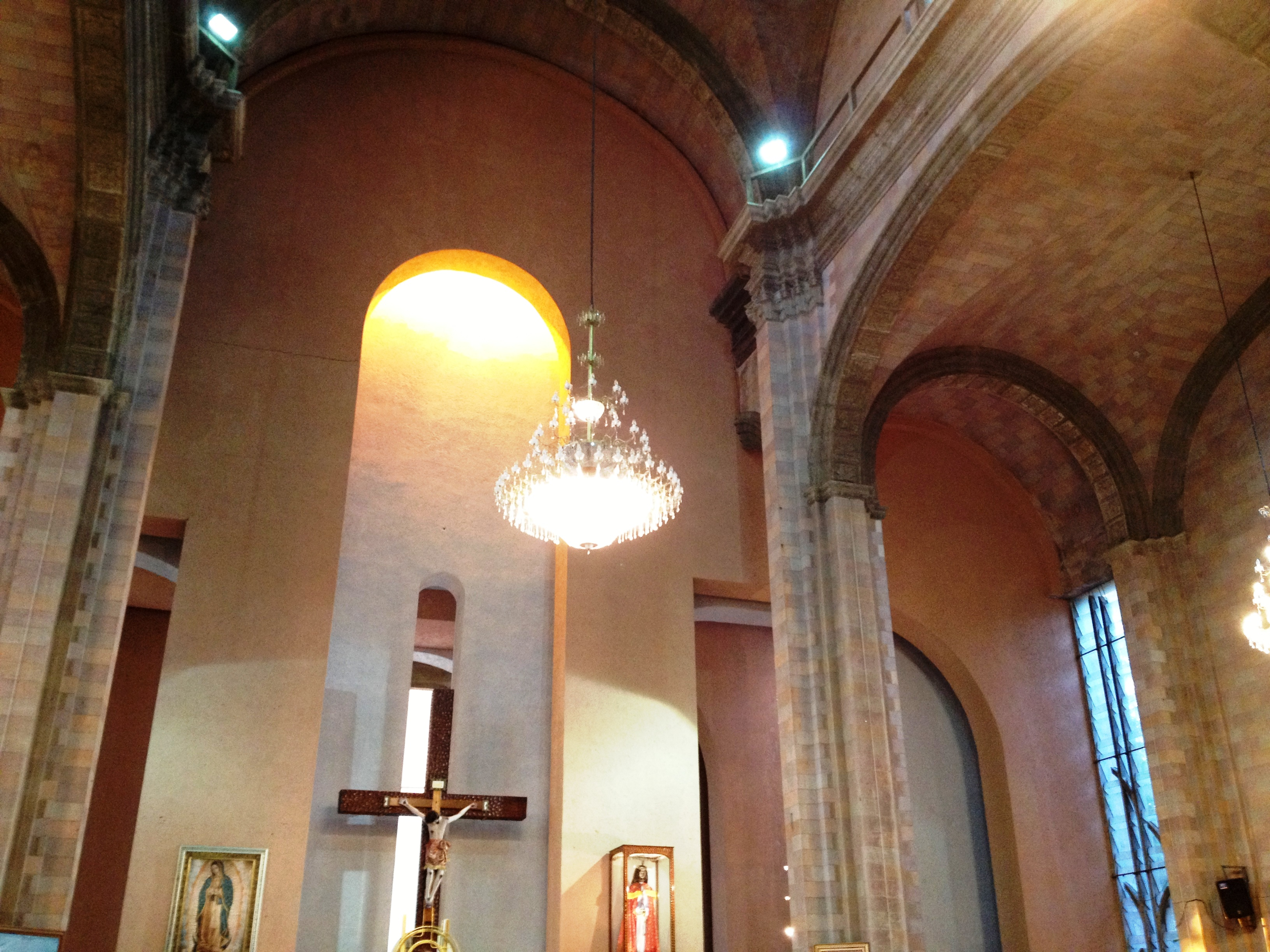
Templombelső